# Almacenamiento de datos digitales
El Almacenamiento de Datos Digitales (DDS, Digital Data Storage) es una tecnología de almacenamiento de datos informáticos que se basa en el formato de cinta de audio digital (DAT) que se desarrolló durante los años 80. El DDS está destinado principalmente para uso como almacenamiento fuera de línea, especialmente para generar copias de seguridad de datos de trabajo.
Un cartucho DDS utiliza una cinta con un ancho de 3,81 mm, con la excepción de los últimos formatos, DAT-160 y DAT-320, que usan cinta de 8 mm de ancho. Inicialmente, la cinta era de 60 m o de 90 m de longitud. Los avances en la tecnología de los materiales han permitido que la longitud sea significativamente mayor en las sucesivas versiones. Una unidad de cinta DDS usa  exploración helicoidal de grabación, el mismo proceso utilizado por una grabadora de cintas de vídeo (VCR).
La retrocompatibilidad entre las unidades más nuevas y los cartuchos más antiguos no está asegurada, por lo cual es necesario consultar las listas de compatibilidad proporcionadas por los fabricantes. Generalmente, las unidades de cinta pueden leer y escribir cintas en el formato de generación previo, con la mayoría (aunque no todas) también capaz de leer y escribir cintas de dos generaciones previas. Los estándares de cinta más nuevos no constan de cintas más largas; con el estándar DDS-2, por ejemplo, la pista era más estrecha que con DDS-1.
En una época, DDS compitió contra los formatos Linear Tape-Open, Advanced Intelligent Tape (AIT), VXA, y Travan. Sin embargo, estos últimos ya no son la corriente principal de productos de su tipo, y la capacidad de Linear Tape-Open ha superado con creces a la del estándar DDS más reciente, el DDS-320.

## Generaciones
| Formato | Año de presentación | Ancho de cinta (mm) | Campo de pista (μm) | Longitud de cinta (m) | Capacidad nativa (GB) | Capacidad suponiendo compresión 2:1 (GB) | Velocidad de rotación del tambor (RPM) | Velocidad de transferencia de datos (MB/s) |
| ------- | ------------------- | ------------------- | ------------------- | --------------------- | --------------------- | ---------------------------------------- | -------------------------------------- | ------------------------------------------ |
| DDS-1   | 1989                | 3,81                | 13,6                | 60/90                 | 1,3/2                 | 2,6/4                                    | 2000, 2551                             | 0,183                                      |
| DDS-2   | 1993                | 3,81                | 9,1                 | 120                   | 4                     | 8                                        | 4000, 4400, 5737, 8500                 | 0,360-0,720                                |
| DDS-3   | 1996                | 3,81                | 9,1                 | 125                   | 12                    | 24                                       | 3825, 4252                             | <1,5                                       |
| DDS-4   | 1999                | 3,81                | 6,8                 | 150                   | 20                    | 40                                       | 11400                                  | 1-3,2                                      |
| DAT-72  | 2003                | 3,81                | 5,4                 | 170                   | 36                    | 72                                       | 8609.7, 10000                          | 3,2                                        |
| DAT-160 | 2007                | 8                   | 6,8                 | 154                   | 80                    | 160                                      | 6457                                   | 6,9                                        |
| DAT-320 | 2009                | 8                   |                     | 153                   | 160                   | 320                                      |                                        | 12                                         |
| Gen 8   | Cancelado           | 8                   |                     |                       | ~300                  | ~600                                     |                                        | ≥16                                        |

### DDS-1

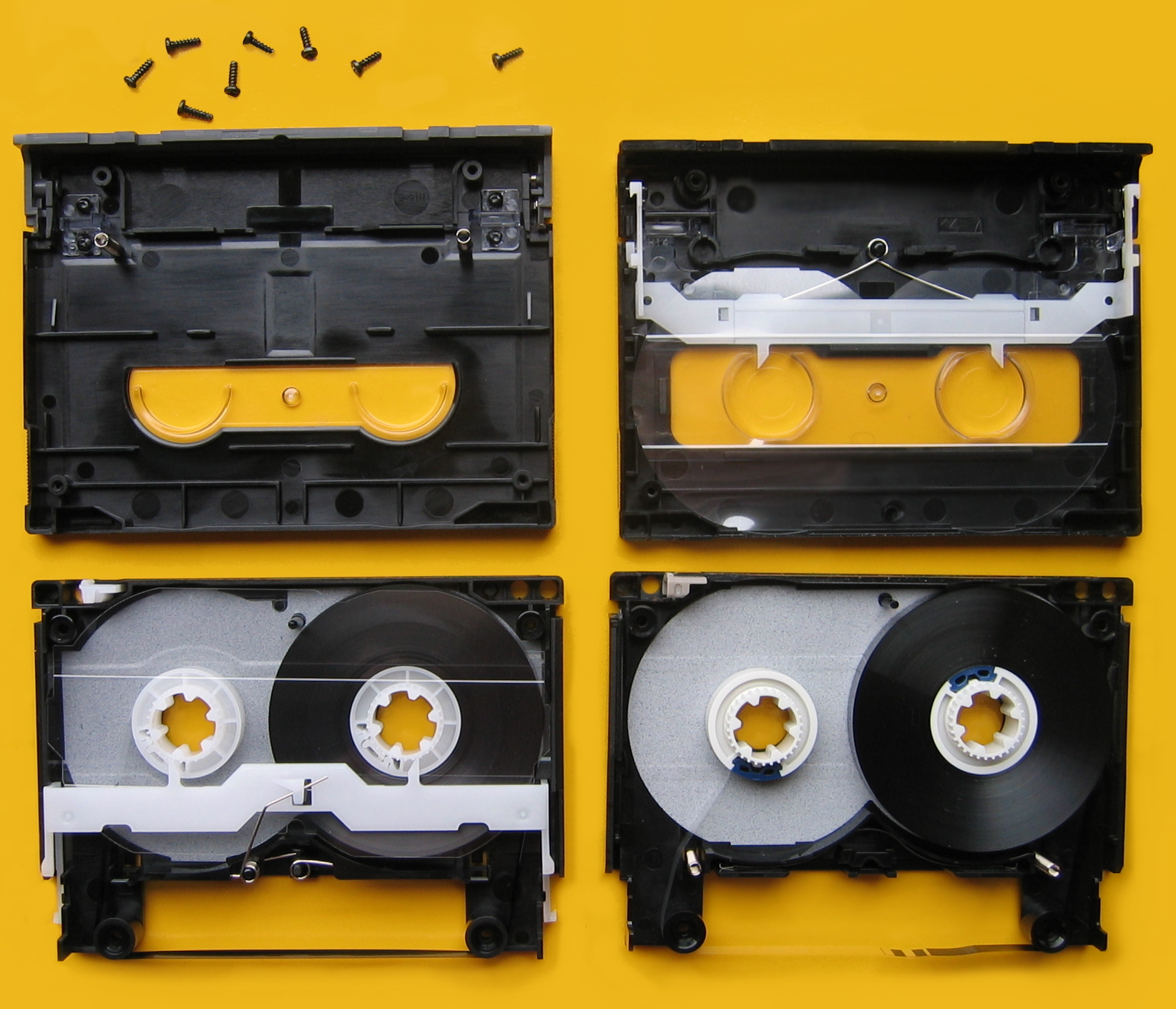
Cartuchos DDS desarmados

Almacena hasta 1,3 GB de datos sin comprimir (2,6 GB comprimidos) en un cartucho de 60 m o 2 GB sin comprimir (4 GB comprimidos) en un cartucho con cinta de 90 metros.
El cartucho DDS-1 a menudo no tiene la designación -1, ya que inicialmente era el único formato, aunque los cartuchos producidos desde la introducción de DDS-2 pueden llevar una designación -1 para distinguir el formato de los formatos más nuevos. Se introdujo un sistema de reconocimiento de medios con unidades y cartuchos DDS-2 para detectar el tipo de medio y evitar la carga de un medio inadecuado. Desde 1993, las cintas DDS-1 incluyeron las marcas del sistema de reconocimiento de medios en la cinta líder, una característica indicada por la presencia de cuatro barras verticales después del logotipo DDS.

### DDS-2
Almacena hasta 4 GB de datos sin comprimir (8 GB comprimidos) en un cartucho de cinta de 120 metros de longitud.

### DDS-3
Este formato almacena hasta 12 GB de datos sin comprimir (24 GB comprimidos) en un cartucho con 125 metros de cinta. DDS-3 usa PRML (Partial Response Maximum Likelihood, en español: máxima probabilidad de respuesta parcial) para minimizar el ruido electrónico para una grabación de datos más limpia.

### DDS-4
Este formato almacena 20 GB no comprimidos (40 GB comprimidos) en un cartucho de 150 metros. Este formato es también llamado DAT 40.

### DAT 72

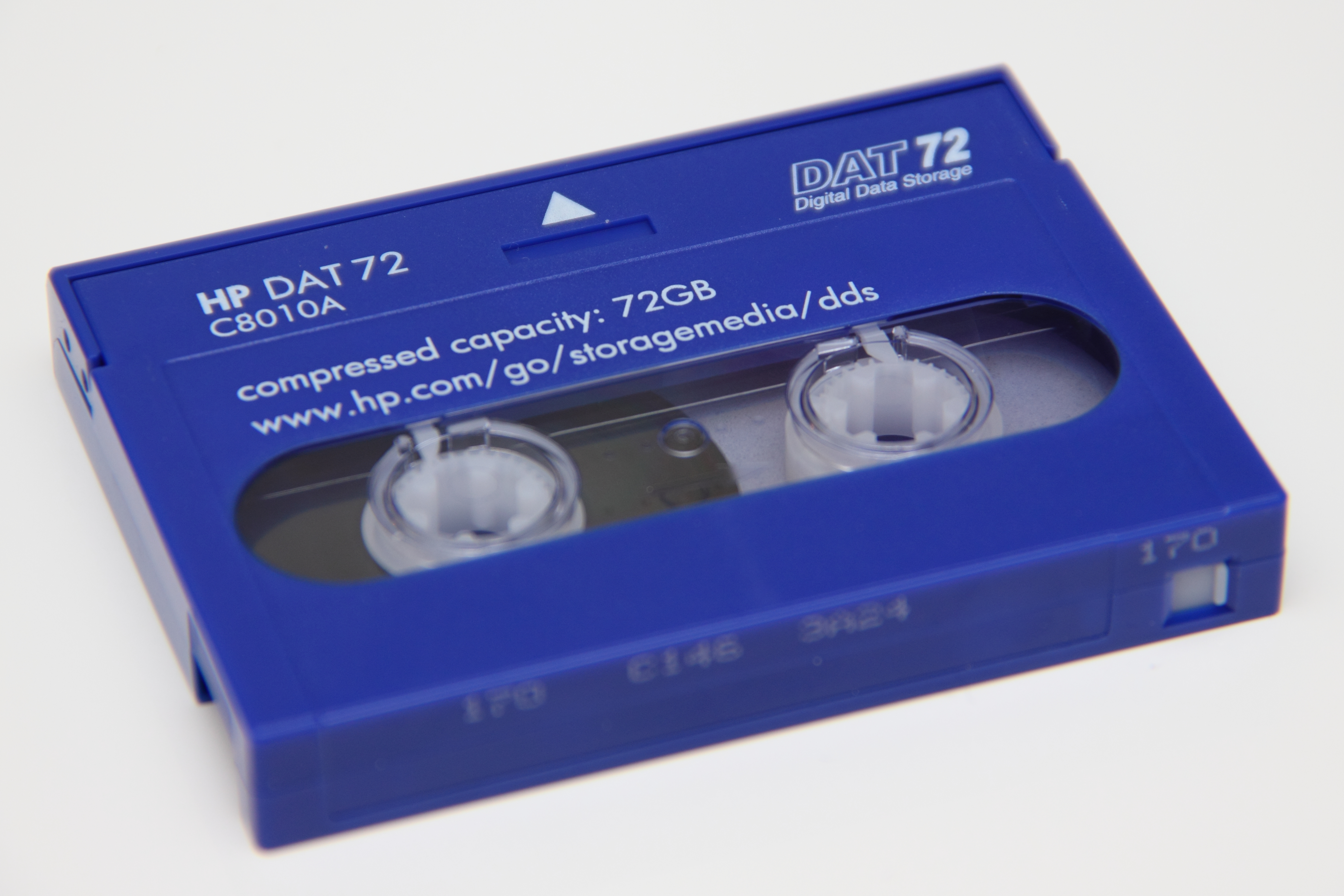
Cartucho DAT 72.

DAT 72 almacena hasta 36 GB de datos sin comprimir (72 GB comprimidos) en un cartucho de 170 metros. El estándar DAT 72 fue desarrollado por Hewlett Packard y Certance. Tiene el mismo factor de forma de los formatos DDS-3 y DDS-4 y es a veces referido como DDS-5.

### DAT 160
DAT 160 fue lanzado en junio del año 2007 por Hewlett Packard y almacena hasta 80 GB de datos sin compresión (160 GB comprimidos). Un cambio importante de las generaciones anteriores es que usa cinta de 8 mm ancho en un cartucho ligeramente más grueso mientras que las versiones previas usan cinta de 3,81 mm de ancho. A pesar de la diferencia en anchos de cinta, las unidades de DAT 160 pueden cargar cartuchos DAT-72 y DAT-40 (DDS-4). La capacidad nativa es de 80 GB y la velocidad de transferencia nativa se elevó a 6,9 MB/s, principalmente debido a la prolongación del contacto entre la cabeza y la cinta hasta 180° (en comparación con los 90° anteriores). Las interfaces presentadas eran SCSI paralelo y USB, siendo la interfaz SAS liberada posteriormente.

### DAT 320
En noviembre de 2009 Hewlett Packard anunció el estándar DAT-320, el cual almacena hasta 160 GB de datos sin comprimir por cartucho (comercializado como 320 GB suponiendo una compresión 2:1).

### Futuro

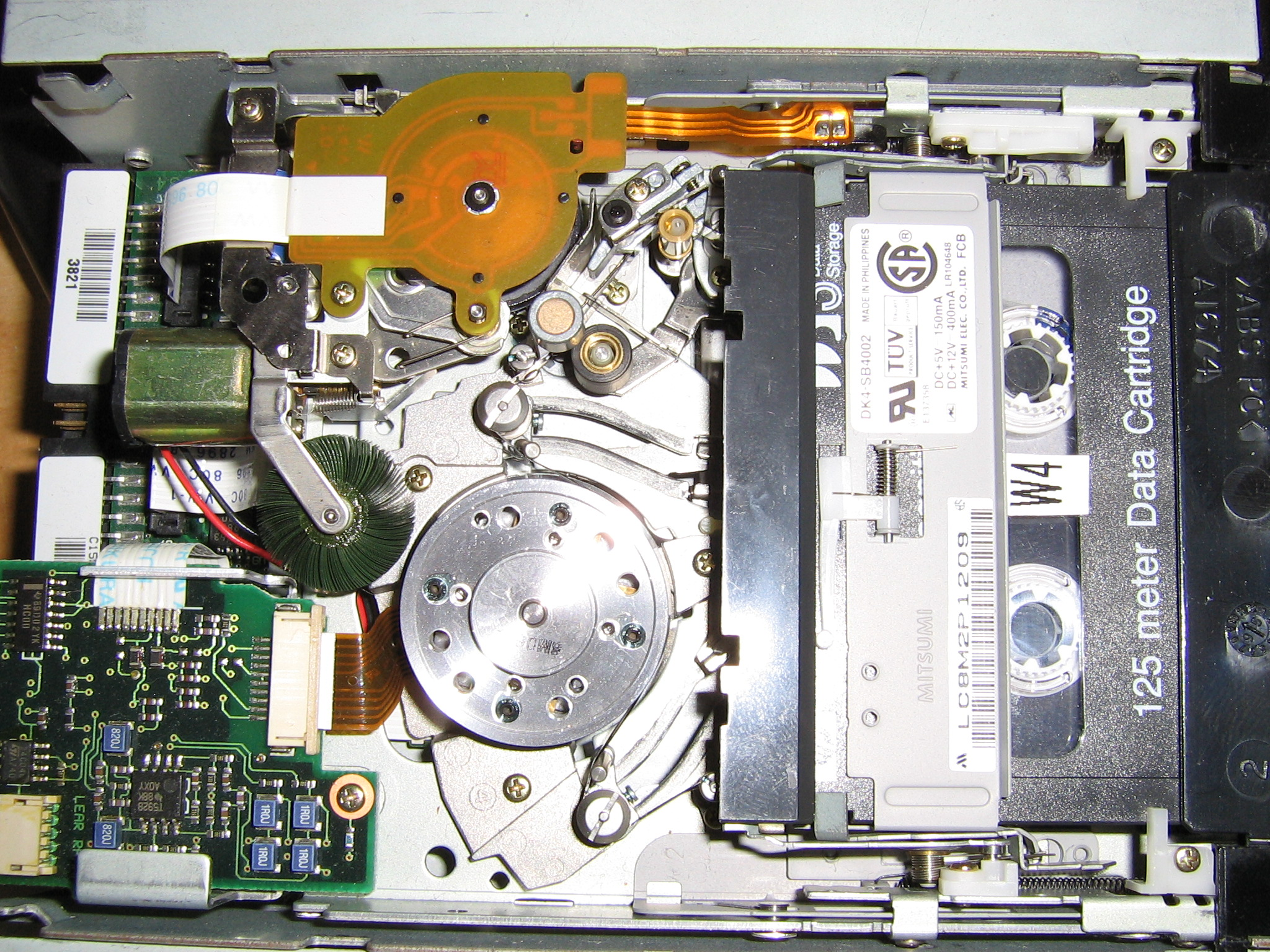
Interior de una unidad DDS Streamer

El formato siguiente, Gen 8, fue cancelado.

## Estándares oficiales
- ISO/IEC 10777:1991, Especificación de DDS.[5]
- ISO/IEC 11321:1992, Especificación de DATOS/DAT.[6]
- ISO/IEC 11557:1992, Especificación de DDS-DC (DDS con compresión).[7]
- ISO/IEC 11558:1992, Especificación de DCLZ (algoritmo de compresión).[8]
- ISO/IEC 12447:1993, Especificación de DDS, para cintas de 60m y 90m.[9]
- ISO/IEC 12448:1993, Especificación de DATOS/DAT-DC, para cintas de 60m y 90m.[10]
- ISO/IEC 13923, Especificación de DDS-2.[11]
- ISO/IEC 15521, Especificación de DDS-3.[12]
- ISO/IEC 17462, Especificación de DDS-4.[13]